# Surchant
 (janvier 2024).
Le surchant (en anglais : « oversinging ») est un concept désignant un style de chant dont la mise en valeur de celle-ci est dominante, voire excessive. Ceci ce fait notamment à l'aide de la mise en pratique du mélisme, du belting, ou l'utilisation excessive d'embellissements sur un son de la voix.
De sa nature excessive, le terme de « surchant » peut être péjoratif.

## Définition
Melinda Imthurn, enseignante en chant, écrit :
"Étant donné que le « surchant » ne correspond pas à un terme technique, celui-ci est difficile à définir. Pour certains, ça sera le fait de pousser sa voix au-delà des limites saines des techniques de chant, alors que pour d'autres, ça sera l'embellissement excessif d'une chanson, au point où sa mélodie n'est que peu reconnaissable."
Le verbe « surchanter » n’est pas un terme que l’on retrouve dans les dictionnaires courants, mais le phénomène est connu. Certaines formes de surchant, notamment aux États-Unis, peuvent avoir pris racine dans le style de chant de solistes célèbres des années 1980 comme Whitney Houston.
Les avis divergent sur ce que le « surchant » sous-entend réellement, bien que certaines définitions sont grandement reconnues. En voici deux exemples :
- Fait d'utiliser excessivement le belting, en chantant trop fort, et en poussant beaucoup trop sa voix, ou en chantant dans une gamme inconfortable.
- Fait de chanter en voulant montrer sa virtuosité vocale de façon exagérée, notamment avec l'utilisation excessive de faussets et de mélisme.